# Listrura
Listrura (Ліструра) — рід риб з підродини Glanapteryginae родини Trichomycteridae ряду сомоподібні. Має 7 видів. Наукова назва походить від грецьких слів listroo — «прив'язувати», та oura — «хвіст».

## Опис
Загальна довжина представників цього роду коливається від 3,7 до 4,9 см. Голова маленька. Очі крихітні. Є 3 пари вусів. Рот помірно широкий, розташовано у нижній частині голови. Мають 14-19 передщелепних зубів, 13-18 — на зубній кістці. Тулуб подовжений та циліндричний. Скелет складається з 56-58 хребців. Спинний плавець помірно широкий. Жировий плавець відсутній. Грудні плавці складаються з у 1 ниткоподібного променя. Черевні плавці відсутні. Анальний плавець невеличкий. Хвостовий скелет компактний, злитий. Хвостовий плавець закруглений, з 31-35 променями.
Забарвлення коричнювате, зі смугами або плямами.

## Спосіб життя
Це бентопелагічні та демерсальні риби. Зустрічаються в невеличких річках, водойм вкритих рослинністю. Тримаються мілини, ховаються серед значних шарів листової підстилки при кам'янистому, піщаному дні. Живляться рачками, личинками комах, кліщами.

## Розповсюдження
Є ендеміками Бразилії. Мешкають у річках Ла-Фігуейра, Жукуйа, Гвараквечаба, Естрела, Ібіквіба.

## Види
- Listrura boticario
- Listrura camposi
- Listrura costai
- Listrura depinnai
- Listrura nematopteryx
- Listrura picinguabae
- Listrura tetraradiata